# این زمین مال من است (فیلم ۱۹۵۹)
این زمین مال من است (به انگلیسی: This Earth Is Mine) فیلمی درام به کارگردانی هنری کینگ محصول سال ۱۹۵۹ با نقش آفرینی راک هادسن و جین سیمونز است.

## داستان
بزرگ‌ترین تاکستان‌های آمریکا به خاطر قانون منع مشروبات الکلی با خطر ورشکستگی روبروست و صاحب آن که مردی قانون مدار است حتی با وجود ضررهای زیاد حاضر به تخلف از قانون نیست.

## بازیگران
- راک هادسن: جان رامبو
- جین سیمونز: الیزابت رامبو
- دوروتی مک‌گوایر: مارتا
- کلود رینس: فیلیپ رامبو